# 1270 Datura
Datura (asteroide 1270) é um asteroide da cintura principal, a 1,77110635 UA. Possui uma excentricidade de 0,20740757 e um período orbital de 1 220,08 dias (3,34 anos).
Datura tem uma velocidade orbital média de 19,92486499 km/s e uma inclinação de 5,98957041º.
Esse asteróide foi descoberto em 17 de Dezembro de 1930 por George Van Biesbroeck.